# ISO 14577
ISO 14577 is een internationale standaard voor het bepalen van hardheid en materiaalparameters door middel van geïnstrumenteerde indentatie. De ISO 14577 bestaat uit 4 delen. De eerste 3 delen werden in 2002 opgesteld en bespreken de indentatietesten op bulkmateriaal. In 2007 werd een 4e deel toegevoegd die de indentatietesten van gecoate materialen bespreekt.

## Deel 1 - Test methode
ISO 14577-1 beschrijft de methode van geïnstrumenteerde indentatietests voor de bepaling van hardheid en materiaaleigenschappen voor de verschillende ranges weergegeven in onderstaande tabel.
| Macro range     | Micro range        | Nano range |
| --------------- | ------------------ | ---------- |
| 2 N ≤ F ≤ 30 kN | 2 N > F; h >0,2 μm | h ≤ 0,2 μm |

Er wordt aandacht gevestigd op het feit dat de micro range een bovengrens heeft, gedefinieerd met kracht (2N) en een onderlimiet heeft gedefinieerd door verplaatsing (2µm)

## Deel 2 - Verificatie en kalibratie van testtoestellen
ISO 14577-2 beschrijft de controle en ijking van de testtoestellen voor de uitvoering van de geïnstrumenteerde test in overeenstemming met ISO 14577-1.
Het beschrijft een directe verificatiemethode om de belangrijkste functies van het testtoestel te controleren en een indirecte controlemethode geschikt voor de bepaling van de herhaalbaarheid van de test machine.
Dit deel van ISO 14577 is ook van toepassing voor de mobiele testmachines.

## Deel 3 - Kalibratie van referentie blocks
ISO 14577-3 beschrijft een methode voor de kalibratie van referentie-blokken die worden gebruikt voor de indirecte verificatie van het testtoestel voor de geïnstrumenteerde indentatietest, zoals gespecificeerd in ISO 14577-2.

## Deel 4 - Testmethode voor metallische en niet-metallische coatings
ISO 14577-4 specificeert een methode voor het testen van coatings. Deze methode is vooral voor onderzoek in de nano / micro range voor dunne coatings toepasbaar.
Deze testmethode is beperkt tot het onderzoek van één enkele laag wanneer de indentatie normaal wordt uitgevoerd aan het monsteroppervlak. meerlagige coatings kunnen ook worden gemeten in dwarsdoorsnede.
De testmethode is niet beperkt tot een bepaald soort materiaal. Metallische, niet-metallische en organische coatings zijn opgenomen in het toepassingsgebied van de ISO 14577-4.
De toepassing van ISO 14577-4 ten aanzien van het meten van de hardheid is alleen mogelijk als de indenter een piramide of een kegel is waarvan de straal van de kromming klein genoeg is om plastische vervorming te veroorzaken binnen de coating. De hardheid van visco-elastische materialen, of materialen die een aanzienlijke krimp vertonen, zullen sterk aghankelijk zijn van de tijd die nodig is om de test uit te voeren.